# 聖書同盟
一般社団法人聖書同盟（せいしょどうめい、英: Scripture Union Japan）は、神奈川県川崎市にあるプロテスタント福音派の一般社団法人。イギリス発祥の国際スクリプチャー・ユニオンと協力関係にある。2017年7月現在の総主事は嶋田博考。主な活動は聖書通読の推進と中学生伝道である。

## 活動
聖書通読運動の推進や各教会の中学生伝道支援を行う伝道部と聖書通読誌「みことばの光」をはじめとする各種書籍を出版する出版部に分かれている。

### 伝道部
主な活動は1968年1月に設立された中学生聖書クラブ協力会（CSK）が行っている。CSKでは主に中学生からの聖書通読運動推進、中高生キャンプの開催協力、中学科教師向け研修の実施を行っている。

### 出版部
聖書通読用月刊誌「みことばの光」、中高生向け聖書通読用月刊誌「ジュニアみことばのひかり」や聖書通読計画表、聖書通読のしおりの出版を通じて聖書通読を推進している。また、隔月誌「びぶりか-現代と聖書信仰」も出版。

## 歴史
- 1883年：聖書通読誌「聖書之友」創刊。作成には、津田塾大学創設者である津田梅子の父津田仙も関わった[3]。
- 1943年：第二次世界大戦によって生じた紙不足、政府の弾圧等により昭和18年6月号をもって「聖書之友」が廃刊[3]。
- 1954年：聖書通読運動を推進するために、国際スクリプチャー・ユニオンの協力のもとに聖書同盟が設立。主事兼編集者は舟喜順一、羽鳥明が初代理事長になる[5]。
- 1955年：聖書通読誌「みことばの光」発刊[6]。
- 1961年：中学生聖書クラブ協力会（CSK）が発足[3]。
- 1984年：中学生聖書クラブ協力会と合併。